# Aachener Schachverein 1856
Der Aachener Schachverein 1856 e. V. gehört zu den ältesten deutschen Schachvereinen. Er wurde am 13. Oktober 1856 auf Initiative von Major Hermann von Hanneken gegründet.

## Geschichte
1868 richtete er anlässlich des 7. Rheinischen Schachkongresses ein Meisterturnier aus, das Max Lange im Stichkampf gegen Adolf Anderssen gewann. Weitere Teilnehmer waren Johannes Hermann Zukertort, Wilfried Paulsen und Emil Schallopp. Louis Paulsen und Zukertort gaben Blind-Simultan-Vorstellungen.
1877 war der Aachener Schachverein Mitbegründer des Deutschen Schachbundes. 1933, 1934 und 1935 richtete der Verein die Deutsche Meisterschaft aus. 1933 gewann Efim Bogoljubow vor Kurt Richter, 1934 gewann Carl Carls und 1935 gewann Kurt Richter. Zum 100-jährigen Bestehen richtete der Verein 1956 die Endrunde der Deutschen Mannschaftsmeisterschaft aus, die der Hamburger SK von 1830 gewann. 1985 bis 1994 richtete der Verein die Wilhelm-Krantz Gedächtnisturniere aus.
Zu den bekannten Schachspielern, die für den Aachener Schachverein gespielt haben oder noch spielen, gehören Hans Besser, Vladimir Budde, Ricardo Calvo Mínguez, Norbert Coenen, Thomas Koch, Bogdan Lalić, Wladimir Lasarew, Tom Piceu, Matthias Röder, Christian Seel, Hans-Hubert Sonntag, Hans-Hilmar Staudte, Jan Timman, Thibaut Vandenbussche und Gerard Welling.
2019 gelang der erstmalige Aufstieg in die Schachbundesliga, aus man nach zwei Spielzeiten jedoch sieglos nach 2 Unentschieden aus 29 Spielen wieder abstieg.

## Erfolge

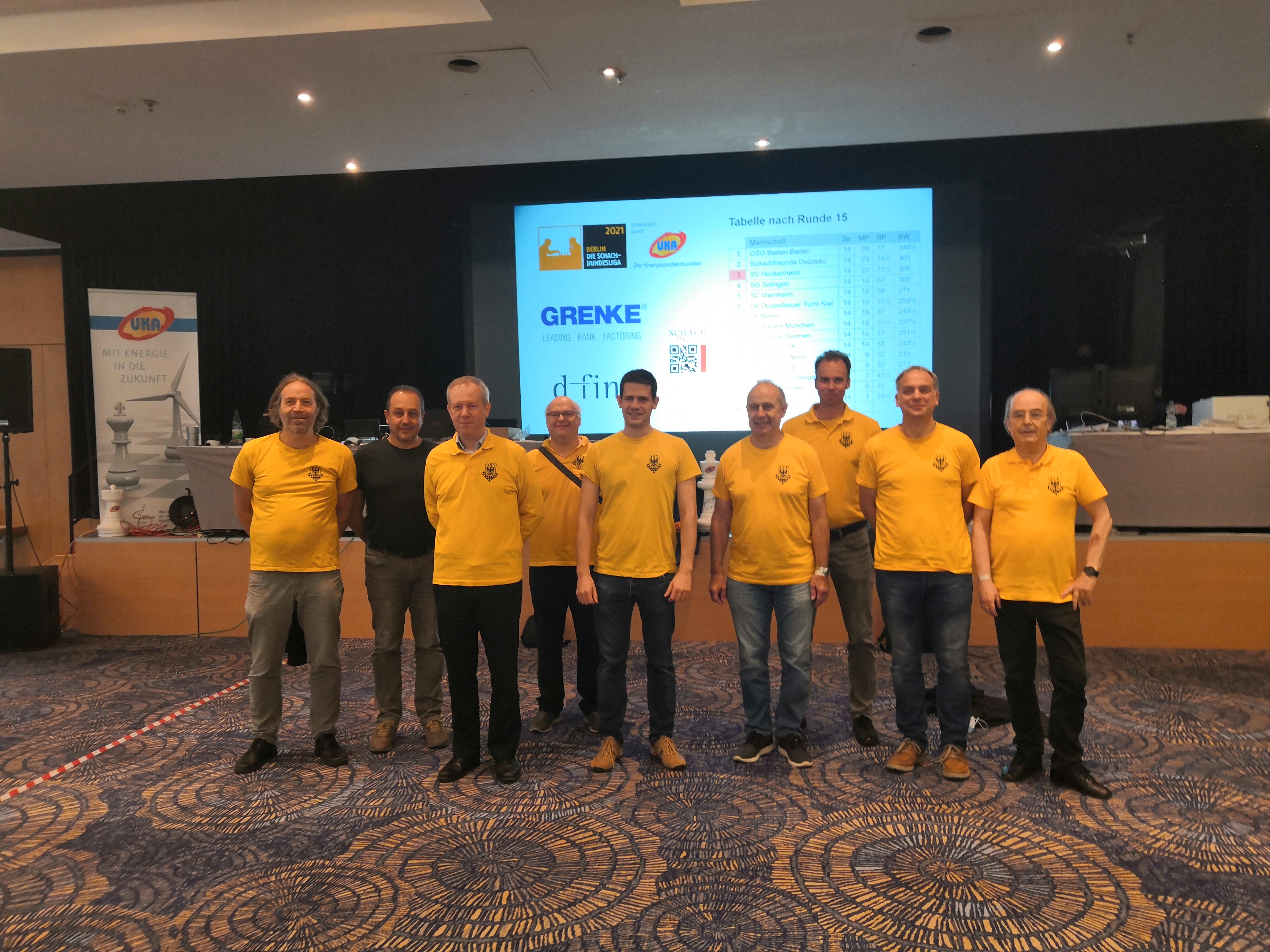
1. Mannschaft des Aachener Schachverein 1856 e. V. nach der BL Endrunde 2021

- 1951 bis 1958 und 1960 bis 1962 Mitglied der Bundesklasse, dabei 1954 geteilter Zweiter, 1955 Zweiter nach unterlegenem Stichkampf gegen die Düsseldorfer Schachgesellschaft
- 1974 Meister der Oberliga durch Stichkampf gegen SG Porz und Qualifikation für die neugegründete Vierteilige Bundesliga
- bis 1976 Mitglied der vierteiligen Bundesliga (Gruppe Südwest)[2]
- 1989 gewinnt Thomas Koch in Berlin die Deutsche Jugendmeisterschaft U17.[3][4] Bei seinem ersten Sieg 1988 in Töging war er Mitglied von DJK Arminia Eilendorf 1928.[5]
- 1995 Vierter bei der Deutschen Blitzmannschaftsmeisterschaft[6]
- 2000 gewinnt FIDE-Meister Thomas Koch die deutsche Blitzeinzelmeisterschaft in Gladenbach.[7]
- 2009 Deutscher Mannschaftsmeister U14[8]
- 1995, 2000, 2009 und 2013 Aufstieg in die 2. Bundesliga West
- 2019 Aufstieg in die 1. Bundesliga
- Teilnehmer der Deutschen Mannschaftsmeisterschaft im Schach 2020